# Burgfrieden (Gemeinde Hohenwarth-Mühlbach)
Burgfrieden ist eine unbewohnte Katastralgemeinde der Marktgemeinde Hohenwarth-Mühlbach am Manhartsberg in Niederösterreich.

## Geographie
Die Katastralgemeinde liegt am östlichen Abhang des Manhartsberges und endet knapp unterhalb des Gipfels. Sie ist durchgehend bewaldet und nicht bebaut.

## Geschichte
Burgfrieden war Teil der Herrschaft bzw. des Einflussgebietes von Schloss Mühlbach.